# Liste der Gemeindeverbände im Département Var
Das Département Var liegt in der Region Provence-Alpes-Côte d’Azur in Frankreich. Es untergliedert sich in 14 Gemeindeverbände.
Siehe auch: Liste der Gemeinden im Département Var

## Gemeindeverbände

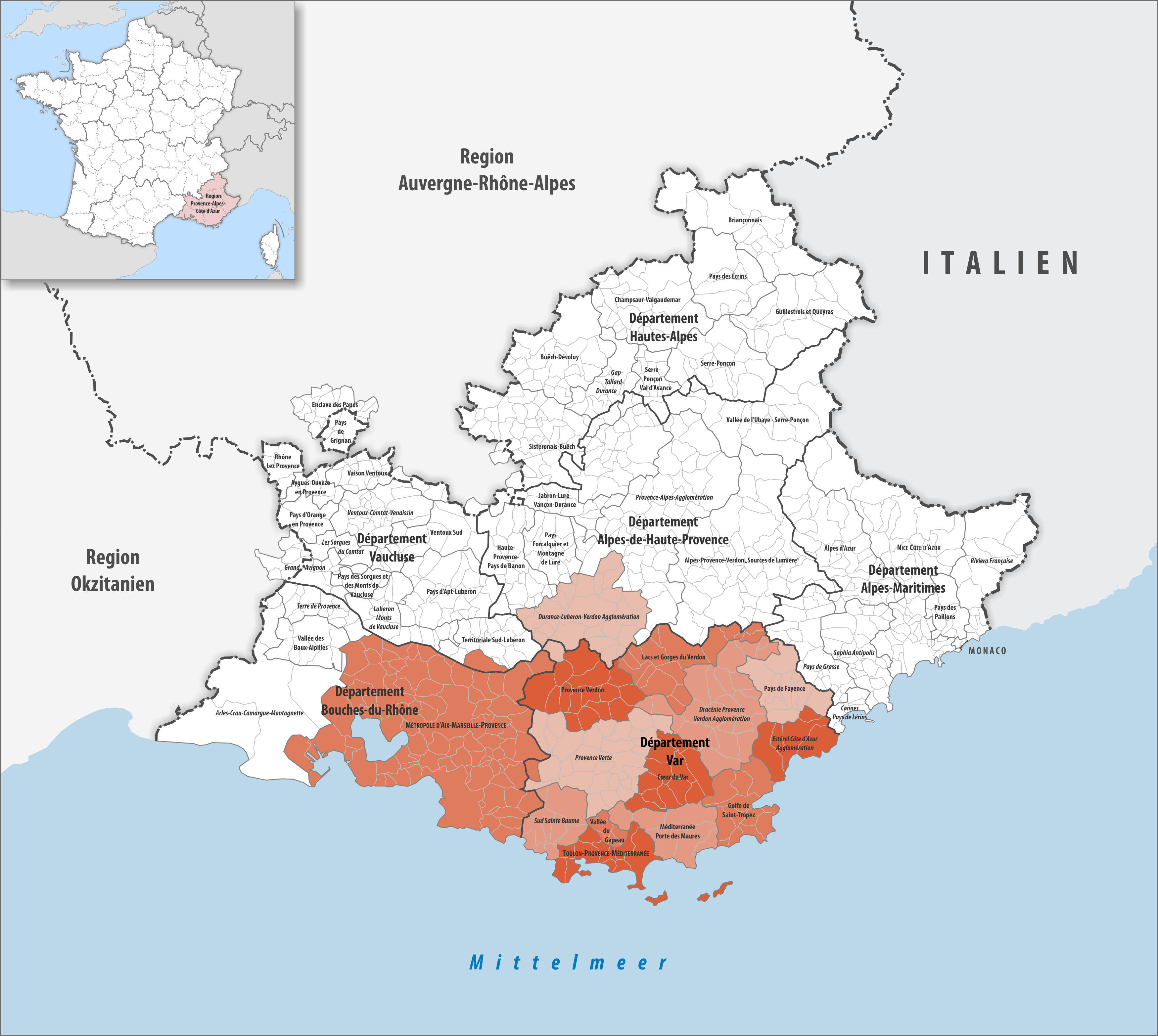
Gemeindeverbände im Département Var

| Gemeindeverband                        | Gemeinden im Départ./Verband | Einwohner 1. Januar 2022 | Fläche km² | Dichte Einw./km² | SIREN- Nummer | Rechtsform                 | Gründungsdatum    |
| -------------------------------------- | ---------------------------- | ------------------------ | ---------- | ---------------- | ------------- | -------------------------- | ----------------- |
| Cœur du Var                            | 11/11                        | 45.824                   | 448,16     | 102              | 248 300 550   | Communauté de communes     | 26. Dezember 2001 |
| Dracénie Provence Verdon Agglomération | 23/23                        | 113.515                  | 914,71     | 124              | 248 300 493   | Communauté d’agglomération | 31. Oktober 2000  |
| Durance-Luberon-Verdon Agglomération   | 1/25                         | 63.654                   | 838,48     | 76               | 200 034 700   | Communauté d’agglomération | 16. November 2012 |
| Estérel Côte d’Azur Agglomération      | 5/5                          | 121.390                  | 347,12     | 350              | 200 035 319   | Communauté d’agglomération | 13. Dezember 2012 |
| Golfe de Saint-Tropez                  | 12/12                        | 57.965                   | 430,18     | 135              | 200 036 077   | Communauté de communes     | 27. Dezember 2012 |
| Lacs et Gorges du Verdon               | 16/16                        | 8.984                    | 540,48     | 17               | 200 040 210   | Communauté de communes     | 1. Januar 2014    |
| Méditerranée Porte des Maures          | 6/6                          | 46.540                   | 427,83     | 109              | 200 027 100   | Communauté de communes     | 30. Juli 2010     |
| Métropole d’Aix-Marseille-Provence     | 1/92                         | 1.922.626                | 3.149,22   | 611              | 200 054 807   | Métropole                  | 28. August 2015   |
| Pays de Fayence                        | 9/9                          | 29.769                   | 401,86     | 74               | 200 004 802   | Communauté de communes     | 21. August 2006   |
| Provence Verdon                        | 15/15                        | 22.923                   | 646,02     | 35               | 200 040 202   | Communauté de communes     | 1. Januar 2014    |
| Provence Verte                         | 28/28                        | 103.248                  | 947,50     | 109              | 200 068 104   | Communauté d’agglomération | 1. Januar 2017    |
| Sud Sainte Baume                       | 9/9                          | 65.199                   | 355,64     | 183              | 248 300 394   | Communauté d’agglomération | 25. Juli 1994     |
| Toulon-Provence-Méditerranée           | 12/12                        | 449.782                  | 366,41     | 1.228            | 248 300 543   | Métropole                  | 31. Dezember 2001 |
| Vallée du Gapeau                       | 5/5                          | 32.961                   | 83,61      | 394              | 248 300 410   | Communauté de communes     | 15. Dezember 1995 |